# Cyclosa pichilinque
Cyclosa pichilinque Levi, 1999 è un ragno appartenente alla famiglia Araneidae.

## Etimologia
Il nome della specie è riferito alla località messicana di Puerto de Pichilinque, dove sono stati rinvenuti gli esemplari

## Caratteristiche
L'olotipo femminile ha dimensioni: cefalotorace lungo 1,6mm, largo 1,2mm; opistosoma lungo 2,8mm.

## Distribuzione
La specie è stata reperita nel Messico occidentale: a Puerto de Pichilinque, località della Baja California Sur.

## Tassonomia
Al 2013 non sono note sottospecie e dal 1999 non sono stati esaminati nuovi esemplari.